# Listrognathus paludatus
Listrognathus paludatus là một loài tò vò trong họ Ichneumonidae.